# Amphoe Si Bun Rueang
Amphoe Si Bun Rueang (thailändisch อำเภอ ศรีบุญเรือง, Aussprache: ʔāmpʰɤ̄ː sǐː būn rɯ̄aŋ) ist ein Landkreis (Amphoe – Verwaltungs-Distrikt) im Südwesten der Provinz Nong Bua Lamphu. Die Provinz Nong Bua Lamphu liegt im westlichen Teil der Nordostregion von Thailand, dem so genannten Isan.

## Geographie
Benachbarte Landkreise und Gebiete sind (von Norden im Uhrzeigersinn): die Amphoe Na Wang, Na Klang, Mueang Nong Bua Lamphu und Non Sang in der Provinz Nong Bua Lamphu, die Amphoe Nong Na Kham und Si Chomphu in der Provinz Khon Kaen, sowie die Amphoe Phu Kradueng, Pha Khao und Erawan in der Provinz Loei.
Der Maenam Pong (Pong-Fluss) ist ein wichtiger Fluss im Landkreis.

## Geschichte
Das Gebiet des heutigen Landkreises hieß früher Ban Non Sung Plueai und lag im Tambon Yang Lo des Amphoe Mueang Nong Bua Lamphu in der Provinz Udon Thani. Am 16. Juli 1965 errichtete die Regierung daraus den „Zweigkreis“ (King Amphoe) Si Bun Rueang, der am 1. März 1969 zum Amphoe heraufgestuft wurde.

## Verwaltung

### Provinzverwaltung
Der Landkreis Si Bun Rueang ist in zwölf Tambon („Unterbezirke“ oder „Gemeinden“) eingeteilt, die sich weiter in 158 Muban („Dörfer“) unterteilen.
| Nr.  | Name           | Thai      | Muban | Einw.  |
| ---- | -------------- | --------- | ----- | ------ |
| 01.  | Mueang Mai     | เมืองใหม่   | 15    | 12.771 |
| 02.  | Si Bun Rueang  | ศรีบุญเรือง  | 16    | 10.876 |
| 03.  | Nong Bua Tai   | หนองบัวใต้  | 10    | 07.184 |
| 04.  | Kut Sathian    | กุดสะเทียน  | 08    | 05.388 |
| 05.  | Na Kok         | นากอก     | 23    | 15.496 |
| 06.  | Non Sa-at      | โนนสะอาด  | 17    | 12.332 |
| 07.  | Yang Lo        | ยางหล่อ    | 15    | 09.154 |
| 08.  | Non Muang      | โนนม่วง    | 12    | 08.491 |
| 09.  | Nong Kung Kaeo | หนองกุงแก้ว | 13    | 07.212 |
| 010. | Nong Kae       | หนองแก    | 11    | 08.207 |
| 011. | Sai Thong      | ทรายทอง   | 10    | 08.458 |
| 012. | Han Na Ngam    | หันนางาม   | 08    | 04.740 |

### Lokalverwaltung
Es gibt fünf Kommunen mit „Kleinstadt“-Status (Thesaban Tambon) im Landkreis:
- Non Sa-at (Thai: เทศบาลตำบลโนนสะอาด) besteht aus dem gesamten Tambon Non Sa-at.
- Nong Kae (Thai: เทศบาลตำบลหนองแก) besteht aus dem gesamten Tambon Nong Kae.
- Chom Thong (Thai: เทศบาลตำบลจอมทอง) besteht aus Teilen des Tambon Si Bun Rueang.
- Non Sung Plueai (Thai: เทศบาลตำบลโนนสูงเปลือย) besteht aus dem gesamten Tambon Mueang Mai.
- Yang Lo (Thai: เทศบาลตำบลยางหล่อ) besteht aus dem gesamten Tambon Yang Lo.

Außerdem gibt es neun „Tambon-Verwaltungsorganisationen“ (องค์การบริหารส่วนตำบล – Tambon Administrative Organizations, TAO):
- Mueang Mai (Thai: องค์การบริหารส่วนตำบลเมืองใหม่)
- Si Bun Rueang (Thai: องค์การบริหารส่วนตำบลศรีบุญเรือง)
- Nong Bua Tai (Thai: องค์การบริหารส่วนตำบลหนองบัวใต้)
- Kut Sathian (Thai: องค์การบริหารส่วนตำบลกุดสะเทียน)
- Na Kok (Thai: องค์การบริหารส่วนตำบลนากอก)
- Non Muang (Thai: องค์การบริหารส่วนตำบลโนนม่วง)
- Nong Kung Kaeo (Thai: องค์การบริหารส่วนตำบลหนองกุงแก้ว)
- Sai Thong (Thai: องค์การบริหารส่วนตำบลทรายทอง)
- Han Na Ngam (Thai: องค์การบริหารส่วนตำบลหันนางาม)